# Chanson violette. Drie gedichten naar Albert Samain
Chanson violette. Drie gedichten naar Albert Samain is een bundel uit 2012 van drie tot dan toe ongepubliceerde gedichten van J. Slauerhoff.

## Geschiedenis
In 1893 debuteerde de dichter Albert Samain met de bundel Au jardin de l'infante. Die bundel raakte bekend en maakte Samain tot een gekende symbolistische dichter. Ook Slauerhoff maakte kennis met diens werk en herkende zich in diens werk. Hij bezat een eigen exemplaar van deze bundel die zich in Slauerhoffs nalatenschap bevindt, zware gebruikssporen draagt en aantekeningen van Slauerhoff bevat. Hij besloot daarop gedichten naar die van Samain te maken, opzettelijk geen letterlijke vertalingen maar eerder bewerkingen. Hij stuurde er drie naar Albert Verwey die vervolgens in 1921 verschenen in het tijdschrift Het Getij.
In de nalatenschap van Slauerhoff bevonden zich meer bewerkingen naar Samain. Kees Lekkerkerker nam er een elftal op in de Verzamelde werken van Slauerhoff. Daarna werd verondersteld dat Slauerhoff slechts de elf gepubliceerde bewerkingen naar Samain had gemaakt; in de nalatenschap van de dichter bevinden zich er echter nog vier meer.

### Uitgave
Drie van deze ongepubliceerde bewerkingen verschenen in de onderhavige bundel. Chanson violette werd bezorgd door Menno Voskuil en door hem verantwoord. De uitgave werd gedrukt door de Utrechtse handdrukpers De Boktor en gezet uit de letter Romanée. De uitgave werd geïllustreerd door Peter van Hugten die eveneens het persmerk voor de pers vervaardigde dat in deze uitgave voor het eerst gebruikt werd. De uitgave verscheen en werd gepresenteerd op 10 november 2012 op het Utrechtse Slauerhoff Festival.
De oplage bedraagt 100 exemplaren, waarvan er twintig op de pers romeins genummerd werden en door Binderij Phoenix in halfperkament werden gebonden; deze luxe exemplaren werden gesigneerd door de kunstenaar.